# 遠州岩水寺站
遠州岩水寺站（日语：／ Enshū-Gansuiji eki */?）是位於靜岡縣濱松市濱名區於呂，屬於遠州鐵道的鐵道線車站。車站編號為17。

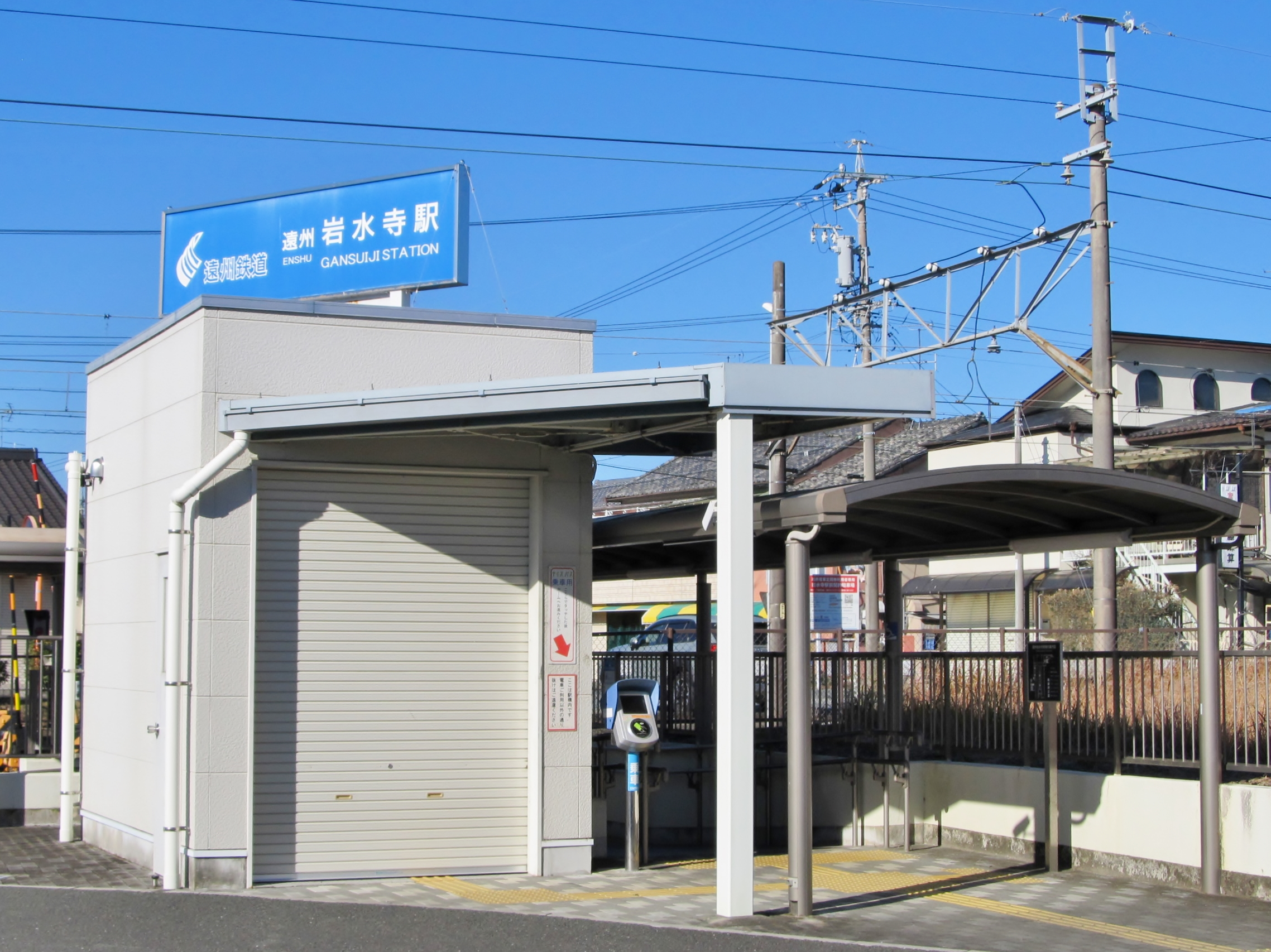
東口（2025年1月）

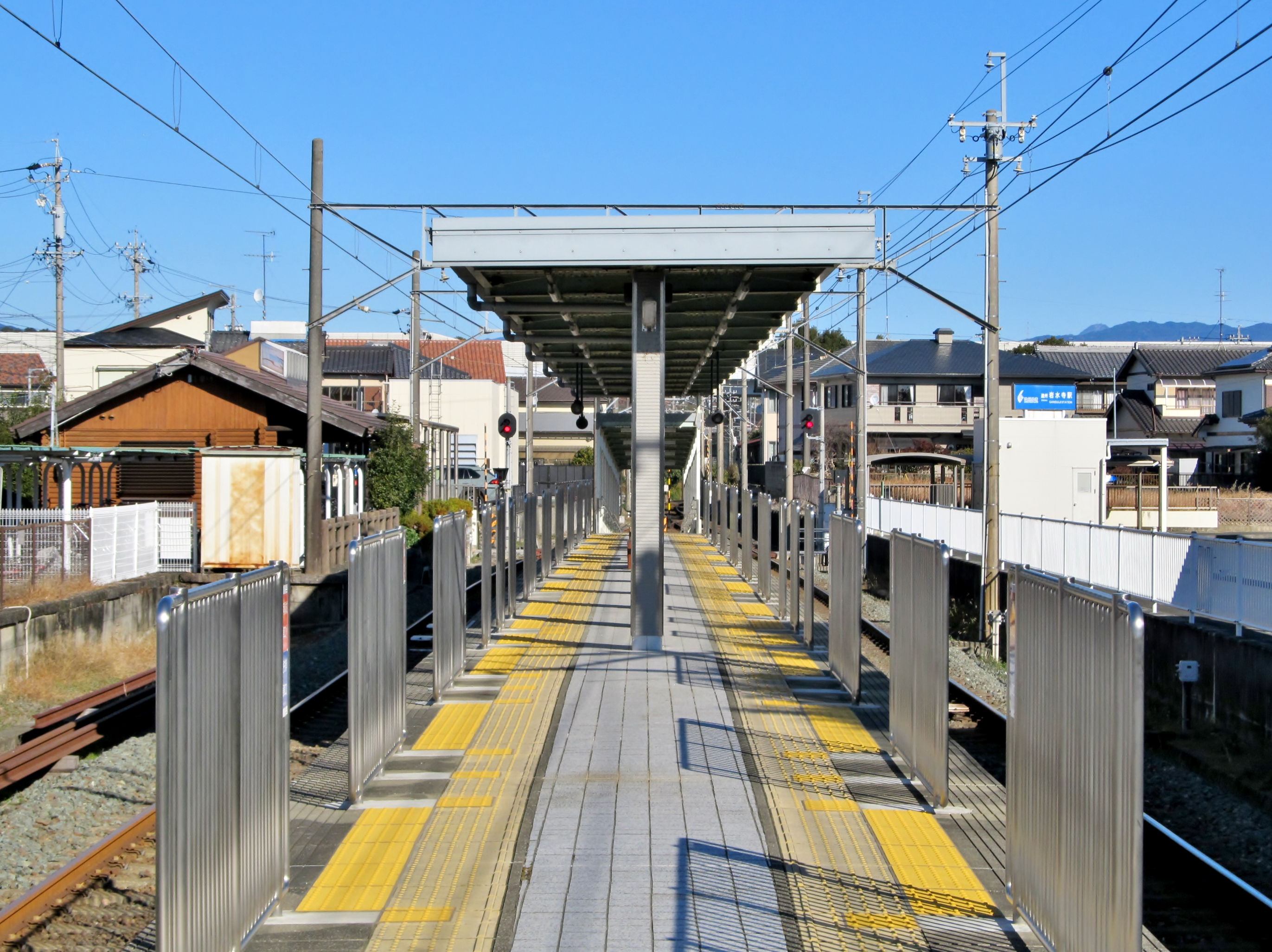
月台（2025年1月）

## 歷史
此站最接近高野山別格本山和岩水寺（寺入口距離現地以南1公里）。而岩水寺主要祈求鐵路安全乘客守護。
此站在鄰站遠州芝本站進行改善工程前可進行列車交會。在第二次世界大戰前至1960年代，此站起載來自根堅地區的石灰石製成品。由於本站設有木屋風的站房，因此在2002年被選為第4回中部車站百選。
2012年（平成24年）7月11日起，此站進行改善工程，並加設斜道、提升月台高度、以及增設東出口。在10月17日，東出口開始使用。而濱松市於東出口建設了迴旋路。

### 年表
- 1909年（明治42年）12月6日：岩水寺站啟用。
- 1923年（大正12年）4月1日：車站改林為遠州岩水寺站。
- 1974年（昭和49年）9月：成為無人車站。
- 2012年（平成24年）10月17日：新設東邊出入口。

## 車站構造
此站是地面車站與無人車站，並設有1面2線的島式月台。此站的正式名稱中帶有「遠州」二字，但是在各種標示和車內廣播中會省略「遠州」兩字，只會標示「岩水寺站」。但不是指天龍濱名湖線的岩水寺站。

## 使用狀況
在2018年度（平成30年度）的總乘車人次為147,151人（18座車站中排名第18），下車人次為148,250人（18座車站中排名第18）。
以下為不同年度的乘車人次和下車人次：
| 一年總間乘車人次和下車人次彎化 | 一年總間乘車人次和下車人次彎化 | 一年總間乘車人次和下車人次彎化 | 一年總間乘車人次和下車人次彎化 |
| 年度                           | 遠州鐵道                       | 遠州鐵道                       | 參考資料、備註                 |
| 年度                           | 乘車人次                       | 下車人次                       | 參考資料、備註                 |
| ------------------------------ | ------------------------------ | ------------------------------ | ------------------------------ |
| 1980年度（昭和55年度）         | 225,368 人                     | 238,430 人                     | [ 3 ]                          |
| 1981年度（昭和56年度）         | 212,015 人                     | 232,651 人                     | [ 4 ]                          |
| 1982年度（昭和57年度）         | 205,689 人                     | 219,687 人                     | [ 5 ]                          |
| 1983年度（昭和58年度）         | 212,575 人                     | 214,934 人                     | [ 6 ]                          |
| 1984年度（昭和59年度）         | 189,918 人                     | 203,477 人                     | [ 7 ]                          |
| 1985年度（昭和60年度）         | 177,159 人                     | 194,516 人                     | [ 8 ]                          |
| 1986年度（昭和61年度）         | 180,532 人                     | 200,774 人                     | [ 9 ]                          |
| 1987年度（昭和62年度）         | 182,206 人                     | 202,862 人                     | [ 10 ]                         |
| 1988年度（昭和63年度）         | 192,357 人                     | 208,062 人                     | [ 11 ]                         |
| 1989年度（平成元年度）         | 208,849 人                     | 221,042 人                     | [ 12 ]                         |
| 1990年度（平成2年度）          | 214,879 人                     | 221,361 人                     | [ 13 ]                         |
| 1991年度（平成3年度）          | 208,789 人                     | 214,691 人                     | [ 14 ]                         |
| 1992年度（平成4年度）          | 214,279 人                     | 220,418 人                     | [ 15 ]                         |
| 1993年度（平成5年度）          | 213,402 人                     | 219,437 人                     | [ 16 ]                         |
| 1994年度（平成6年度）          | 198,162 人                     | 200,983 人                     | [ 17 ]                         |
| 1995年度（平成7年度）          | 204,552 人                     | 207,272 人                     | [ 18 ]                         |
| 1996年度（平成8年度）          | 196,109 人                     | 198,590 人                     | [ 19 ]                         |
| 1997年度（平成9年度）          | 208,948 人                     | 209,542 人                     | [ 20 ]                         |
| 1998年度（平成10年度）         | 189,540 人                     | 190,060 人                     | [ 21 ]                         |
| 1999年度（平成11年度）         | 191,647 人                     | 197,331 人                     | [ 22 ]                         |
| 2000年度（平成12年度）         | 185,749 人                     | 190,169 人                     | [ 23 ]                         |
| 2001年度（平成13年度）         | 176,604 人                     | 180,282 人                     | [ 24 ]                         |
| 2002年度（平成14年度）         | 169,754 人                     | 174,570 人                     | [ 25 ]                         |
| 2003年度（平成15年度）         | 156,345 人                     | 161,149 人                     | [ 26 ]                         |
| 2004年度（平成16年度）         | 169,553 人                     | 164,292 人                     | [ 27 ]                         |
| 2005年度（平成17年度）         | 158,325 人                     | 159,104 人                     | [ 28 ]                         |
| 2006年度（平成18年度）         | 156,269 人                     | 157,129 人                     | [ 29 ]                         |
| 2007年度（平成19年度）         | 167,231 人                     | 167,317 人                     | [ 30 ]                         |
| 2008年度（平成20年度）         | 168,849 人                     | 167,337 人                     | [ 31 ]                         |
| 2009年度（平成21年度）         | 152,915 人                     | 151,666 人                     | [ 32 ]                         |
| 2010年度（平成22年度）         | 149,461 人                     | 146,645 人                     | [ 33 ]                         |
| 2011年度（平成23年度）         | 146,947 人                     | 144,517 人                     | [ 34 ]                         |
| 2012年度（平成24年度）         | 151,670 人                     | 149,887 人                     | [ 35 ]                         |
| 2013年度（平成25年度）         | 149,616 人                     | 147,779 人                     | [ 36 ]                         |
| 2014年度（平成26年度）         | 161,099 人                     | 159,946 人                     | [ 37 ]                         |
| 2015年度（平成27年度）         | 159,682 人                     | 157,269 人                     | [ 38 ]                         |
| 2016年度（平成28年度）         | 162,189 人                     | 161,038 人                     | [ 39 ]                         |
| 2017年度（平成29年度）         | 156,609 人                     | 154,802 人                     | [ 40 ]                         |
| 2018年度（平成30年度）         | 147,151 人                     | 148,250 人                     | [ 2 ]                          |

## 車站周邊
- 濱松市立赤佐小學

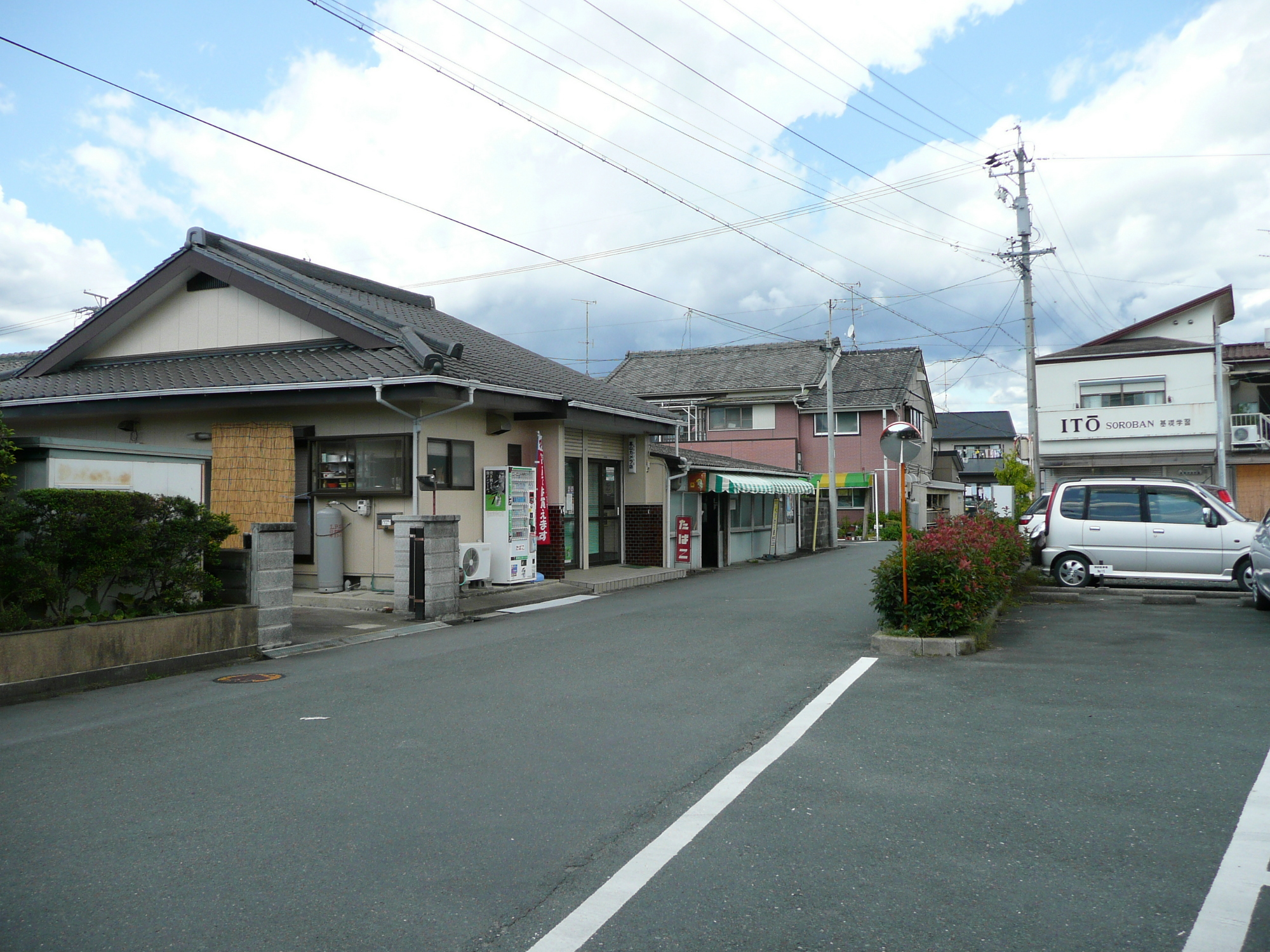
站前（2008年9月）

- 濱北地域活動、研修中心（舊・濱北地域職業訓練中心（日语：地域職業訓練センター））
- 於呂神社
- 遠州信用金庫（日语：遠州信用金庫） 赤佐分店
- 森修燒 總部、直營店

## 相鄰車站
遠州鐵道
■鐵道線
遠州芝本（16）－遠州岩水寺（17）－西鹿島（18）

## 注腳
1. ↑  澤木良直. . 鐵道畫刊 (電氣車研究會). 2013年2月, (872): 95 （日语）.
2. 1 2  《靜岡縣統計年鑑 平成30年》 運輸・通信 鉄道運輸状況 （页面存档备份，存于）（日語）
3. ↑  《靜岡縣統計年鑑 昭和55年》 NDL 82024736 pp. 287-289
4. ↑  《靜岡縣統計年鑑 昭和56年》 NDL 83020918 pp. 287-289
5. ↑  《靜岡縣統計年鑑 昭和57年》 NDL 84021214 pp. 279-281
6. ↑  《靜岡縣統計年鑑 昭和58年》 NDL 85042552 pp. 279-281
7. ↑  《靜岡縣統計年鑑 昭和59年》 書誌情報 （页面存档备份，存于） pp. 279-281
8. ↑  《靜岡縣統計年鑑 昭和60年》 運輸・通信 私鉄運輸状況 （页面存档备份，存于）（日語）
9. ↑  《靜岡縣統計年鑑 昭和61年》 運輸・通信 私鉄運輸状況 （页面存档备份，存于）（日語）
10. ↑  《靜岡縣統計年鑑 昭和62年》 運輸・通信 鉄道運輸状況 （页面存档备份，存于）（日語）
11. ↑  《靜岡縣統計年鑑 昭和63年》 運輸・通信 鉄道運輸状況 （页面存档备份，存于）（日語）
12. ↑  《靜岡縣統計年鑑 平成元年》 運輸・通信 鉄道運輸状況 （页面存档备份，存于）（日語）
13. ↑  《靜岡縣統計年鑑 平成2年》 運輸・通信 鉄道運輸状況 （页面存档备份，存于）（日語）
14. ↑  《靜岡縣統計年鑑 平成3年》 運輸・通信 鉄道運輸状況 （页面存档备份，存于）（日語）
15. ↑  《靜岡縣統計年鑑 平成4年》 運輸・通信 鉄道運輸状況 （页面存档备份，存于）（日語）
16. ↑  《靜岡縣統計年鑑 平成5年》 運輸・通信 鉄道運輸状況 （页面存档备份，存于）（日語）
17. ↑  《靜岡縣統計年鑑 平成6年》 運輸・通信 鉄道運輸状況 （页面存档备份，存于）（日語）
18. ↑  《靜岡縣統計年鑑 平成7年》 運輸・通信 鉄道運輸状況 （页面存档备份，存于）（日語）
19. ↑  《靜岡縣統計年鑑 平成8年》 運輸・通信 鉄道運輸状況 （页面存档备份，存于）（日語）
20. ↑  《靜岡縣統計年鑑 平成9年》 運輸・通信 鉄道運輸状況 （页面存档备份，存于）（日語）
21. ↑  《靜岡縣統計年鑑 平成10年》 運輸・通信 鉄道運輸状況 （页面存档备份，存于）（日語）
22. ↑  《靜岡縣統計年鑑 平成11年》 運輸・通信 鉄道運輸状況 （页面存档备份，存于）（日語）
23. ↑  《靜岡縣統計年鑑 平成12年》 運輸・通信 鉄道運輸状況 （页面存档备份，存于）（日語）
24. ↑  《靜岡縣統計年鑑 平成13年》 運輸・通信 鉄道運輸状況 （页面存档备份，存于）（日語）
25. ↑  《靜岡縣統計年鑑 平成14年》 運輸・通信 鉄道運輸状況 （页面存档备份，存于）（日語）
26. ↑  《靜岡縣統計年鑑 平成15年》 運輸・通信 鉄道運輸状況 （页面存档备份，存于）（日語）
27. ↑  《靜岡縣統計年鑑 平成16年》 運輸・通信 鉄道運輸状況 （页面存档备份，存于）（日語）
28. ↑  《靜岡縣統計年鑑 平成17年》 運輸・通信 鉄道運輸状況 （页面存档备份，存于）（日語）
29. ↑  《靜岡縣統計年鑑 平成18年》 運輸・通信 鉄道運輸状況 （页面存档备份，存于）（日語）
30. ↑  《靜岡縣統計年鑑 平成19年》 運輸・通信 鉄道運輸状況 （页面存档备份，存于）（日語）
31. ↑  《靜岡縣統計年鑑 平成20年》 運輸・通信 鉄道運輸状況 （页面存档备份，存于）（日語）
32. ↑  《靜岡縣統計年鑑 平成21年》 運輸・通信 鉄道運輸状況 （页面存档备份，存于）（日語）
33. ↑  《靜岡縣統計年鑑 平成22年》 運輸・通信 鉄道運輸状況 （页面存档备份，存于）（日語）
34. ↑  《靜岡縣統計年鑑 平成23年》 運輸・通信 鉄道運輸状況 （页面存档备份，存于）（日語）
35. ↑  《靜岡縣統計年鑑 平成24年》 運輸・通信 鉄道運輸状況 （页面存档备份，存于）（日語）
36. ↑  《靜岡縣統計年鑑 平成25年》 運輸・通信 鉄道運輸状況 （页面存档备份，存于）（日語）
37. ↑  《靜岡縣統計年鑑 平成26年》 運輸・通信 鉄道運輸状況 （页面存档备份，存于）（日語）
38. ↑  《靜岡縣統計年鑑 平成27年》 運輸・通信 鉄道運輸状況 （页面存档备份，存于）（日語）
39. ↑  《靜岡縣統計年鑑 平成28年》 運輸・通信 鉄道運輸状況 （页面存档备份，存于）（日語）
40. ↑  《靜岡縣統計年鑑 平成29年》 運輸・通信 鉄道運輸状況 （页面存档备份，存于）（日語）

## 外部連結
- 岩水寺（遠鐵電車各站資訊） （页面存档备份，存于）（日語）